# Графство Кефалония и Закинтос
Графството Кефалония и Закинтос е средновековно феодално владение на Сицилианското кралство. Обхваща територията на два от големите Йонийски острови – Кефалония и Закинтос.

## История
Образувано е през 1185 г., когато кралят на Сицилия Вилхелм II Добрия (Уилям II Добрия, на италиански: Guglielmo II, Guglielmo il Buono) предоставя владението на островите на придворния си граф (дворцов граф) Маргарит Бриндизки.
След Маргарит Бриндизки владението на островите става притежание на династията Орсини до 1325 г., след което за кратко преминава във владение на Анжуйската династия, а от 1357 до 1479 г. е в патримониума на династията Токо.
През 1479 г. феодът престава да съществува, като Закинтос преминава във владение на Венецианската република, а Кефалония за 21 години става част от османските земи на Балканите.